# نادي ديناموز
نادي ديناموز هراري أكبر أندية زيمبابوي و ممثلها في بطولات الأندية الأفريقية.
و هو وصيف دوري أبطال أفريقيا عام 1998.

## وصلات خارجية
- الموقع الرسمي